# Dharapani (Manang)
Dharapani (Nepali धारापानी) ist ein Dorf und ein Village Development Committee im Distrikt Manang in Nordzentral-Nepal.
Dharapani liegt im unteren Manang-Tal an den Trekkingrouten Annapurna Circuit und Manaslu Circuit. Der Ort liegt zwischen dem Annapurna-Massiv im Westen und dem Manaslu-Massiv im Osten. Die Ortschaft liegt am westlichen Flussufer des Marsyangdi auf einer Höhe von 1900 m.

## Einwohner
Bei der Volkszählung 2011 hatte Dharapani 1012 Einwohner (davon 515 männlich) in 232 Haushalten.

## Dörfer und Weiler
Dharapani besteht aus mehreren Dörfern und Weilern:
- Chhaijo (1840 m)
- Chyopiu (1900 m)
- Dharapani (1900 m ⊙)
- Ghelangchok (1980 m)
- Gherang (2390 m)
- Karte (1820 m ⊙)
- Khotro (2120 m)
- Kromche (3060 m)
- Kyondon (1800 m)
- Mathillo Dhara (1940 m)
- Nache (2220 m ⊙)
- Natange Pakh (1900 m)
- Nigalghari (2625 m)
- Tal (1770 m ⊙)